# Assemini
Assemini egy település Olaszországban, Szardínia régióban, Cagliari megyében. Lakosainak száma 25 835 fő (2023. január 1.). Assemini Capoterra, Decimomannu, Elmas, San Sperate, Sarroch, Siliqua, Villa San Pietro, Cagliari, Nuxis, Santadi, Sestu és Uta községekkel határos.

## Népesség
A település népességének változása:
| Lakosok száma | 26 778 | 26 901 | 25 835 |
|               | 2017   | 2018   | 2023   |

## Gazdaság
1967 óta itt működik az Ichnusa nevű sör főzdéje, amely egész Olaszországban az első olyan üzem volt, ahol függőleges, hengeres, alul kúpos erjesztőtartályokat alkalmaztak.